# Tulei-Câmpeni
Tulei-Câmpeni – wieś w Rumunii, w okręgu Vâlcea, w gminie Golești. W 2011 roku liczyła 86 mieszkańców.